# Carretera estatal 292 Nord Occidental Sarda
La carretera estatal 292 Nord Occidental Sarda (SS 292) és una important carretera italiana que flueix al nord-oest de la Sardenya.

## Trajectòria
Comença a l'Alguer, de la varretera estatal 127 bis Septentrional Sarda, deixant el sud de la ciutat, i s'interna terra endins. El seu traçat és curvilini a la primera part; aquí travessa el centre habitat de Villanova Monteleone. Creua el territori municipal de Monteleone Rocca Doria, baixa fins a arribar a Padria (on s'aparta la carretera estatal 292 dir Nord Occidental Sarda) i continua durant alguns quilòmetres fins a entrar a l'Oristany.
La primera localitat que s'hi troba és Suni (on es creua amb la Carretera estatal 129 bis Transversal Sarda), Tinnura, Flussio, Magomadas i Tresnuraghes. Continuant vers al sud arriba al centre de Sennariolo i Cuglieri, on per mitjà d'una obra de la carretera de circumval·lació es va obrir al trànsit en 2009, i s'evita el trànsit intern d'aquest centre habitat, després gira cap a la costa.
Arribada aquí, toca Santa Caterina di Pittinuri, S'Archittu i Torre del Pozzo, tres localitats d'estiu; els darrers kilòmetres són en planura i rectilinis, on travessa els centres de Riola Sardo, Nurachi i la fracció oristanesa de Donigala Fenughedu. En correspondència del santuari "Madonna del Rimedio" (del qual surt la SP 54 bis que entra a Oristany Nord) la carretera segueix una corba cap al nord-est i prossegueix vora 4,7 kilòmetres, travessant les fraccions oristaneses de Nuraxinieddu i Massama, per confluir en la Carretera estatal 131 Carlo Felice en correspondència del kilòmetre 99.
La 292 és totalment privada de galeries i presenta el traçat de carretera estatal de calçada única en rectilini complet més llarg de la Sardenya amb 2.675 metres, entre Cuglieri i la localitat costanera de Santa Caterina di Pittinuri; en el dialecte local de Cuglieri el tram és anomenat Fanne Arca.
El tram entre l'Alguer i Suni és particularment apreciat pels motoristes, gràcies a les moltes corbes i el paisatge espectacular que travessa.

## Carretera estatal 292 dir Nord Occidental Sarda
La Carretera estatal 292 dir Nord Occidental Sarda és una carretera italiana. És feta gairebé com un enllaç entre la carretera nacional 292 Nord Occidental Sarda prop de Padria i la carretera estatal 131 Carlo Felice prop Cossoine.
Comença des de l'autopista 292 Nord Occidental Sarda prop Padria. Hi troba els centres de Pozzomaggiore (sense creuar-lo) i Cossoine. El seu rajecte acaba a la carretera estatal 131 Carlo Felice prop d'aquesta última localitat.